# ستار أندريف
ستار أندريف (بالإنجليزية: Starr Andreeff)‏ (من مواليد مارس 1964 في هاملتون، كندا) هي منتجة كندية وممثلة سابقة.

## روابط خارجية
- ستار أندريف على موقع IMDb (الإنجليزية)
- ستار أندريف على موقع قاعدة بيانات الفيلم (الإنجليزية)